# Leordina
Leordina é uma comuna romena localizada no distrito de Maramureș, na região histórica da Transilvânia. A comuna possui uma área de 29.94 km² e sua população era de 2532 habitantes segundo o censo de 2007.